# Narciso de Castellví
Narciso María de Castellví y de Villalonga (Tarragona, 1831-Tarragona, 1895) fue un abogado y político español.

## Biografía
Pertenecía a una ilustre y distinguida familia establecida en la villa de Montblanch en 1537. Estudió la carrera de jurisprudencia y se  licenció en 1854. No obstante, no ejerció de abogado, sino que se consagró a la política.
Durante la última etapa del reinado de Isabel II, fue regidor del Ayuntamiento de Tarragona presidido por José María Albanés y Sunyer, y más tarde diputado provincial. Después de la revolución de 1868, se adhirió al carlismo.
Por haber participado supuestamente en una conspiración carlista, el 10 de mayo de 1869 fue detenido en Tarragona y conducido a Barcelona; allí permaneció incomunicado, y después lo trasladaron primero al antiguo monasterio de Montsió y después a la Ciudadela de Barcelona, donde  había unos 56 presos carlistas, entre ellos Joaquín de Bolós y Saderra, Juan Castells, Juan de Suelves (sobrino del marqués de Tamarit), y el coronel Francisco Sagarra. Finalmente fue trasladado al castillo de Montjuich con Bolós y el coronel Goicoechea, y, según las memorias de Bolós, fueron internados 16 presos en un calabozo del castillo donde no  cabían ocho camas. Elevaron una queja al capitán general Gaminde, que ordenó que fueran trasladados a un pabellón, pero el gobernador se vengó y privó que los llevaran la comida, teniendo que comer de la malísima cantina del castillo. Cuando salían a tomar el aire, se juntaban 60 presos, entre ellos Castells, por lo cual eran muy vigilados. En agosto del mismo año serían puestos en libertad.
Conocidas sus ideas políticas, en las elecciones generales españolas de 1871, Castellví fue presentado candidato a diputado por el distrito de Vendrell y, sin apoyo de la coalición que los carlistas habían establecido con los republicanos en otras circunscripciones, obtuvo unos 2.100 votos, dejando en unos 1.000 al candidato ministerial y en unos 700 al republicano. No publicó ningún manifiesto, ya que era muy conocido en Tarragona y no creía necesario hacer una nueva profesión de fe.
Durante la tercera guerra carlista sufrió el destierro. Murió en Tarragona 12 de junio de 1895. Al acto del sepelio concurrieron muchos socios del círculo tradicionalista y los regidores carlistas de Tarragona, figurando en la presidencia del luto el marqués de Tamarit, jefe provincial del partido.
Se casó con Pilar Rubiés y Sala, cuñada del político conservador Jenaro Vivanco Menchaca, y tuvo por hija a Mercedes de Castellví y Rubiés, quien se casó con el abogado, empresario y político José Gil y Doria.